# قرار مجلس الأمن التابع للأمم المتحدة رقم 2032
قرار مجلس الأمن التابع للأمم المتحدة رقم 2032، المتخذ بالإجماع في 22 ديسمبر 2011. طالب المجلس كل من السودان وجنوب السودان بالإسراع بإنشاء دائرة شرطة أبيي وفقا للاتفاقات السابقة.